# Androsace wilsoniana
Androsace wilsoniana är en viveväxtart som beskrevs av Hand.-mazz. Androsace wilsoniana ingår i släktet grusvivor, och familjen viveväxter. Inga underarter finns listade i Catalogue of Life.